# Área Nacional de Vida Selvagem de Cap Tourmente
A Área Nacional de Vida Selvagem de Cap Tourmente é uma Área Nacional de Vida Selvagem (NWA, na sigla em inglês) localizada na margem norte do Rio São Lourenço na Região da Capital Nacional Provincial de Quebec, Canadá, criada em 28 de abril de 1978. É um dos habitats críticos para o ganso-das-neves-grande durante a migração. Dezenas de bandos dessas aves fazem uma parada para se alimentar dos juncos na primavera e no outono. A marisma foi reconhecida como uma área úmida de importância internacional pela Convenção de Ramsar em 1981, sendo o primeiro local da América do Norte a receber essa distinção.

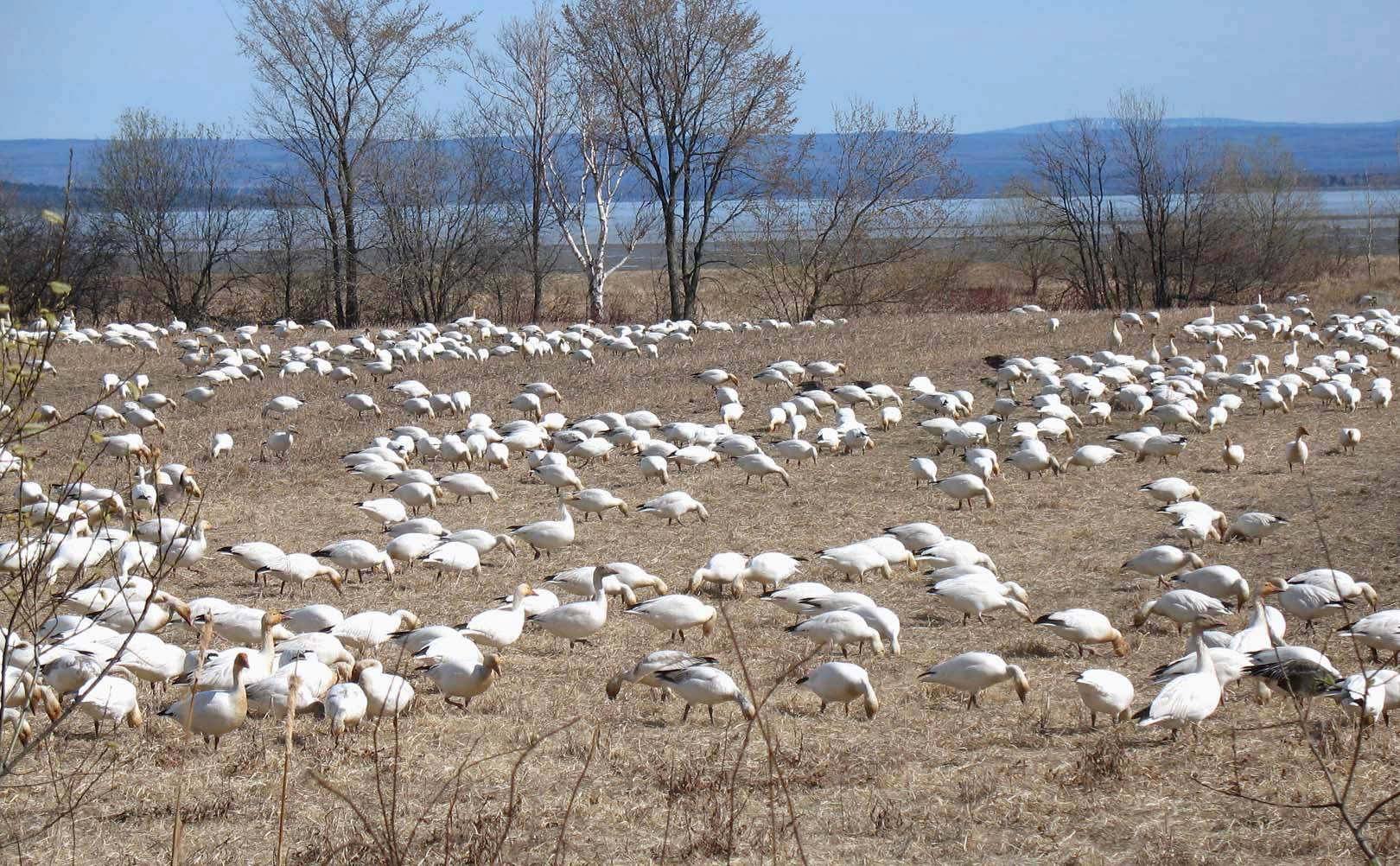
Ganso-das-neves-grande
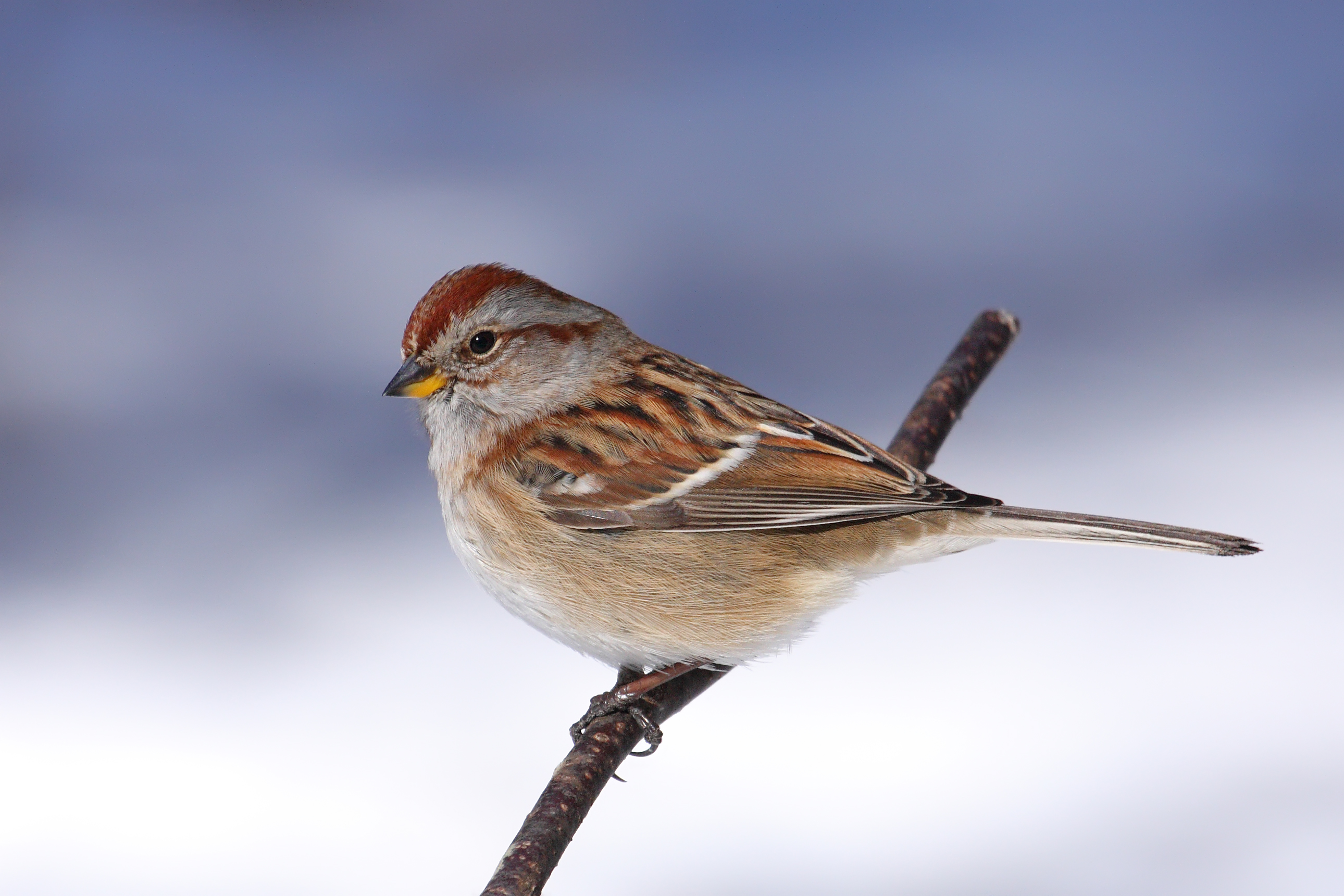
Tico-tico-das-árvores (Spizelloides arborea [EN])

## Localização
Cap Tourmente fica a 50 km da cidade de Quebec, às margens do rio São Lourenço. O parque faz parte do município de Saint-Joachim. A localização do parque está na interseção dos Apalaches, do Escudo Canadense e das terras baixas de São Lourenço. Por isso, o parque apresenta uma ampla variedade de vistas montanhosas, marismas e planícies, resultando em habitats diversos e uma grande diversidade de espécies de plantas e animais. As marismas do parque servem como ponto de parada migratória e área de reprodução para muitas aves, o que reforça sua importância como área protegida. A área está localizada em 47°03.860' N 70°47.774' W.

## História
Diversos artefatos pré-históricos ameríndios foram encontrados na planície costeira, evidenciando a presença de povos nativos por mais de 2.000 anos, começando há pelo menos 2.400 anos. As evidências sugerem que a área foi ocupada por pequenos grupos de iroqueses de São Lourenço, que dominaram o Vale do São Lourenço por vários séculos antes da chegada dos europeus. Eles subsistiam da agricultura, caça e pesca na região. No final do século XVI, os iroqueses do São Lourenço desapareceram misteriosamente, abandonando seus territórios entre a última viagem do explorador francês Jacques Cartier em 1541 (Cap Tourmente foi o primeiro ponto de desembarque de Cartier em 1535) e a expedição subsequente de Samuel de Champlain em 1603.
Dentro da reserva de vida selvagem há um sítio histórico de uma fazenda, La Petite-Ferme du cap Tourmente, iniciado por Samuel de Champlain em 1626, como fonte de alimento para a nascente Habitation de Québec em Quebec. Mais tarde, a fazenda foi comprada e gerida por quase 300 anos pela Séminaire de Québec. Uma casa de fazenda construída por volta de 1667 ainda existe e é o núcleo do Sítio Histórico Nacional [en] La Petite-Ferme du cap Tourmente, designado em 2018.
O governo canadense adquiriu a área em 1969, a qual foi reconhecida como uma Área Nacional de Vida Selvagem em 1978 e como uma zona úmida de importância pela Convenção de Ramsar em 1981.

## Vida selvagem
A Área Nacional de Vida Selvagem de Cap Tourmente possui uma ampla gama de habitats e abrange 400 hectares de marisma, 100 hectares de pradaria costeira, 700 hectares de terra agrícola [en] e 1.198 hectares de floresta. É lar de muitos animais e plantas, incluindo mais de 200 espécies animais e 700 espécies de plantas. O junco entremarés, o junco costeiro, a planície costeira e o planalto de floresta decídua temperada oferecem habitat crucial para o repouso de aves migratórias e servem como áreas de reprodução para aves. As espécies-chave da área incluem o ganso-das-neves-grande, o falcão-peregrino, e felosos na primavera.

### Plantas

#### Marisma entremarés
A Área Nacional de Cap Tourmente foi criada principalmente para proteger a vasta quantidade de marismas entremarés presentes na área, especialmente os juncos, que atraem dezenas de gansos-da-neve-grandes durante os períodos de migração na primavera e no outono. Essas marismas ocupam 2.500 hectares e incluem cerca de 60% de todas as marismas de junco-escuro em Quebec. Inundações intensas por maré com águas doces nas planícies costeiras cobrem uma grande quantidade de marismas entremarés. As marismas entremarés da área podem ser divididas em três zonas distintas: a superior, a média e a inferior. Todas as três zonas são predominantemente dominadas por juncos-escuros americanos. Arroz-selvagem (Zizania aquatica) e batata-de-índio [en] (Sagittaria latifolia) também estão presentes nas zonas superior e média. De acordo com um estudo realizado na área, o junco-escuro americano diminuiu significativamente na marisma entremarés entre 1977 e 2002, sendo substituído pelo arroz-selvagem. Ainda assim, os juncos-escuros permanecem a espécie dominante nas três zonas. As plantas na marisma entremarés são cruciais para proteger a área costeira contra erosão e podem servir como alimento para os gansos-da-neve. Outros animais também se alimentam desses juncos-escuros, como pato-escuro-americano, pato-real, marreca-arrebio, pato-de-asa-azul, marrequinha-americana [en], piadeira-americana, pato-trombeteiro, e pato-carolino.

#### Áreas florestais
As áreas florestais de Cap Tourmente cobrem cerca de 40% da área total. Existem 21 tipos de povoamento florestal [en] encontrados na região, e os povoamentos de bordo-açucareiro (Acer saccharum) dominam a área.
Espécies de plantas listadas sob a Lei de Espécies em Risco (Species at Risk Act ou SARA, na sigla em inglês) incluem Cicuta maculata var. victorinii e noz-branca [en] (Juglans cinerea). A perda de habitat permanece como a maior ameaça às espécies de plantas na região.

### Animais

#### Aves
A Reserva Nacional de Vida Selvagem de Cap Tourmente é uma das 325 áreas importantes para a preservação de aves (IBA, na sigla em inglês) no Canadá, categorizada sob os critérios A4.
No início do século XX, a população de gansos-da-neve-grandes estava perigosamente baixa, com apenas cerca de 3.000 indivíduos. No entanto, após esforços de conservação como a criação da reserva, sua população começou a crescer exponencialmente em meados dos anos 1980, e agora está próxima de um milhão. Durante sua jornada bianual entre a costa atlântica e o extremo norte, os gansos-da-neve-grandes param na área de Cap Tourmente, onde se alimentam de rizomas e também de grãos nos campos. Em 2021, até 56.500 gansos-da-neve-grandes foram contados na Área Nacional de Vida Selvagem de Cap Tourmente.
Na primavera, eles se reúnem no Lago Saint-Pierre e outros locais, movendo-se de oeste a leste ao longo do Rio São Lourenço, antes de seguirem para o norte. No outono, as aves se dispersam da área da Cidade de Quebec no final de outubro e movem-se a uma curta distância a sudoeste em direção ao Lago Saint-Pierre ou ao norte do Lago Champlain, onde se alimentam em campos de milho e onde algumas permanecem até novembro e dezembro. A localização de Cap Tourmente fica exatamente ao lado de seu caminho de migração, o que torna a área tão importante para a sobrevivência dessa espécie.
Em Cap Tourmente, espécies de aves listadas sob a Lei de Espécies em Risco (SARA) incluem falcão-peregrino (anatum/tundrius), triste-pia, tordo-dos-bosques, coruja-do-nabal, andorinha-das-barreiras, andorinha-das-chaminés, andorinhão-peregrino, piuí-boreal [en], mariquita-do-canadá, socoí-vermelho, picanço-americano [en] (subespécie migrans), graúna-ferrugínea [en], pinto-d'água-amarelo [en], e pedro-ceroulo.

#### Peixes
As fortes marés trazem água levemente salgada do rio para a região costeira. O ambiente herbáceo com águas rasas cria um ambiente ideal para a desova de espécies de peixes, como perca-americana [en], lúcio-do-norte, e esgana-gato.
A perda de habitat e obstáculos à migração são as principais ameaças às espécies de peixes na região. Outras ameaças potenciais incluem derramamentos de óleo da parte superior do rio e outras fontes de poluição da água por atividades humanas.

## Gestão
Environment Canada (Serviço Canadense de Vida Selvagem) é a agência gestora da área de Cap Tourmente.

### Caça
Quando o território foi adquirido pelo governo federal em 1969, todas as atividades de caça foram suspensas. Desde 1972, o Serviço Canadense de Vida Selvagem iniciou seu programa de caça controlada para regular a população de gansos-da-neve-grandes. O programa de caça foi introduzido para controlar a população de gansos e evitar o uso excessivo da marisma de junco-escuro e dos campos de Cap Tourmente ou áreas adjacentes. No outono, uma caça controlada de gansos-da-neve-grandes é autorizada em oito áreas de caça agrupadas em quatro zonas, com uma área total de aproximadamente 53 hectares. Os participantes são selecionados por sorteio para determinar o máximo de 512 licenças. Durante o Dia Anual de Caça às Aves Aquáticas, são emitidas licenças para até 12 jovens caçadores praticarem suas habilidades de caça de aves aquáticas e aprenderem sobre conservação da vida selvagem durante a temporada regular de caça.
Em 2009 e 2010, uma licença experimental foi emitida para a Associação dos Amigos de Cap Tourmente, mas a licença não foi renovada posteriormente.
O Programa de Caça de 2022 para o ganso-da-neve-grande foi cancelado devido a preocupações com a COVID-19.

### Espécies invasoras
Nove plantas são consideradas invasoras. cicuta-dos-prados (Anthriscus sylvestris), Galium mollugo, e Glyceria maxima [en] são onipresentes, e o caniço e a sanguinária-do-Japão (Reynoutria japonica) estão entre as espécies invasoras mais ameaçadoras na área.

## Atrações do parque
O parque pode ser considerado uma atração natural, onde os visitantes têm permissão para entrar em horários determinados mediante uma pequena taxa de entrada (até $6 para adultos) até o horário de fechamento às 17h na maioria dos dias da semana. O parque pode receber até 40.000 visitantes por ano, com atrações como trilhas de caminhada, observação da natureza, observação de aves, áreas de piquenique, e visitas escolares planejadas. Os sites oficiais recomendam passar de 2 a 4 horas por visita ao parque.
Com sua localização, o parque abriga muitas aves migratórias, sendo a principal atração os bandos de gansos-da-neve-grandes em bando.